# Liebe ist für alle da
Liebe ist für alle da (germană: [ˈliːbə ʔɪst fyːɐ̯ ˈʔalə daː], română: Dragostea este pentru toată lumea) este al șaselea album de studio al trupei germane de Neue Deutsche Härte, Rammstein. Albumul a fost lansat în data de 16 octombrie 2009, prin casa de discuri Universal Music Group.
Acesta ar fi ultimul album al trupei timp de aproape un deceniu, până la lansarea albumului Rammstein din mai 2019.

## Personal
Rammstein
- Till Lindemann – vocal
- Richard Z. Kruspe – chitară, sprijin vocal
- Oliver Riedel – chitară bas
- Paul Landers – chitară ritmică, sprijin vocal
- Christian Lorenz – claviatură
- Christoph Schneider – baterie

Producție
- Rammstein
- Jacob Hellner

## Lista cântecelor
Toate melodiile sunt scrise și compuse de Rammstein (Richard Z. Kruspe, Paul Landers, Till Lindemann, Christian Lorenz, Oliver Riedel, Christoph Schneider). 
| Nr.             | Titlu                   | Lungime |  |
| 1.              | „Rammlied”              | 5:19    |  |
| 2.              | „Ich tu dir Weh”        | 5:02    |  |
| 3.              | „Waidmanns Heil”        | 3:33    |  |
| 4.              | „Haifisch”              | 3:45    |  |
| 5.              | „Bückstabü”             | 4:15    |  |
| 6.              | „Frühling in Paris”     | 4:45    |  |
| 7.              | „Wiener Blut”           | 3:53    |  |
| 8.              | „Pussy”                 | 3:57    |  |
| 9.              | „Liebe ist für alle da” | 3:26    |  |
| 10.             | „Mehr”                  | 4:09    |  |
| 11.             | „Roter Sand”            | 3:59    |  |
| Lungime totală: | Lungime totală:         | 46:04   |  |